# Karl-Axel Larsson
Karl-Axel Larsson, född 1952 i Stockholm, är en svensk målare.
Larsson studerade måleri vid Konsthögskolan i Stockholm 1974-1979. Separat ställde han ut på Galleri H i Stockholm 1981 och han har medverkat i ett flertal av Liljevalchs vårsalonger och i grupputställningar på Färg och Form samt De Unga. Tillsammans med Kerstin Hedman ställde han ut med Spånga konstförening 2002. Han är medlem i Kyrkhamnsgruppen. Larsson är representerad vid några svenska kommuner.   